# Bầy sói (chiến thuật hải quân)

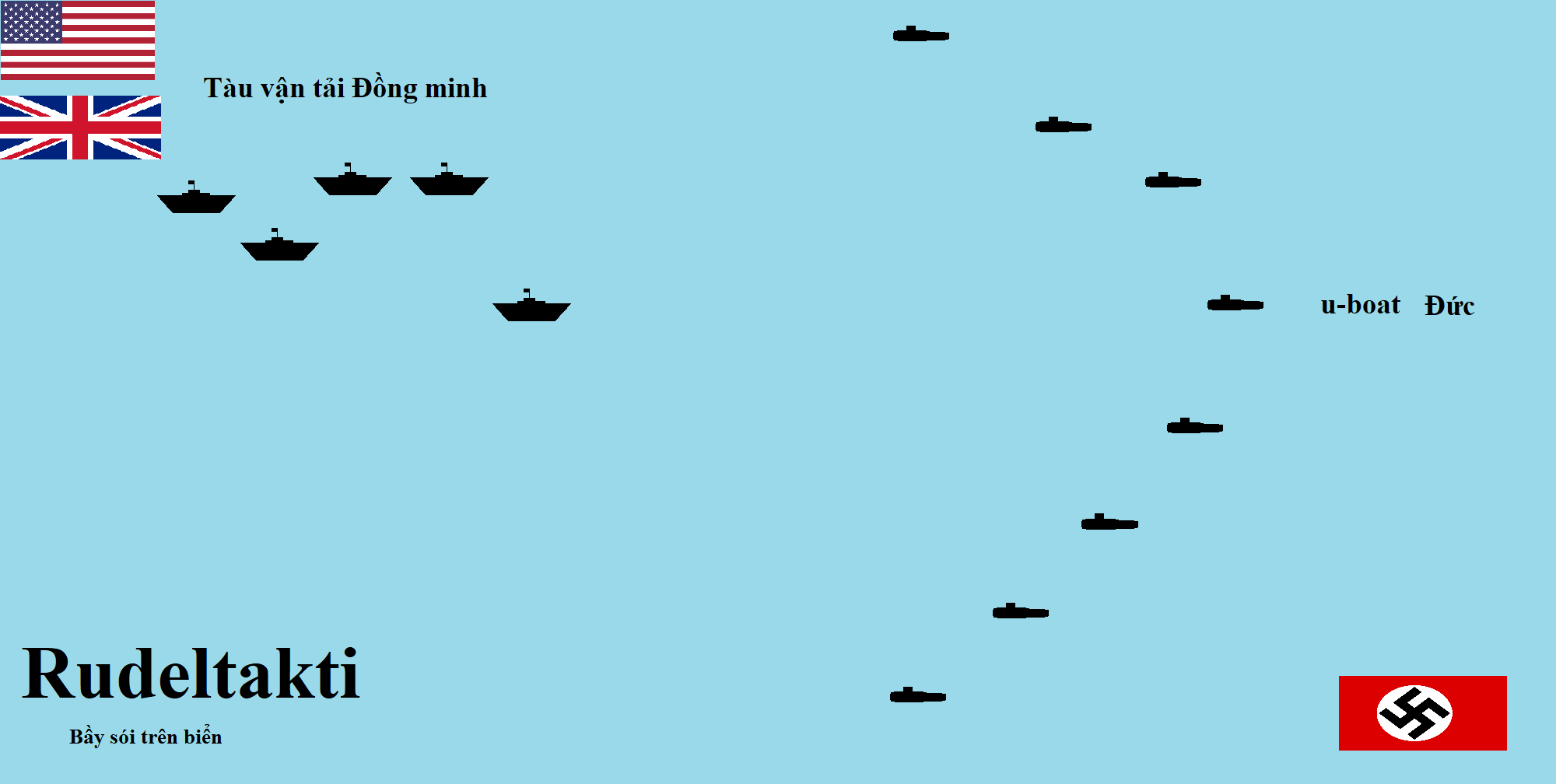
Một bầy sói u-boat Đức dàn ngang để đón tàu của lực lượng Đồng minh.

Bầy sói là chiến thuật tấn công hàng loạt nhằm đánh chìm các đoàn tàu vận tải Đồng minh được sử dụng bởi tàu ngầm Đức trong Trận chiến Đại Tây Dương. Chiến thuật này ban đầu đã gây ra thiệt hại nặng nề cho lực lượng hải quân và tàu vận tải dân sự của các nước Đồng minh. Các cuộc tấn công giảm thiểu dần hiệu quả bởi các biện pháp phòng chống được đưa ra và chấm dứt hoàn toàn khi Đức đầu hàng vào ngày 9 tháng 5 năm 1945.

## Thuật ngữ

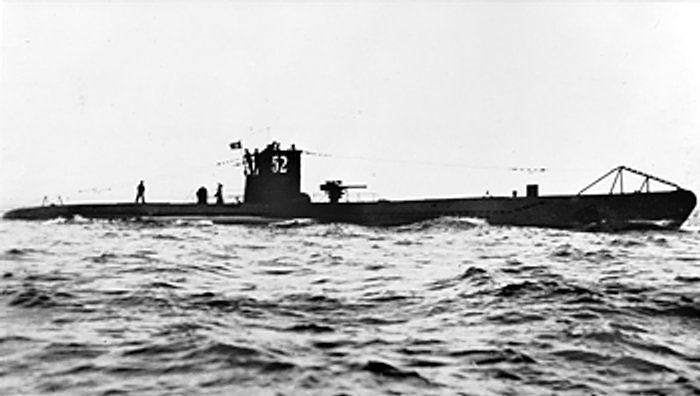
Tàu ngầm Đức U-52

Karl Dönitz sử dụng thuật ngữ Rudeltaktik (tiếng Đức) để mô tả chiến thuật của ông về chiến tranh tàu ngầm theo cách này - "Rudeltaktik" nghĩa là chiến thuật bầy thú. Người Anh sử dụng "Wolfpack", nghĩa chiến thuật bầy sói.

## Chiến thuật
Tàu ngầm Đức thường tuần tra riêng rẽ, theo từng nhóm, thường căng ra theo tuyến ngang, phối hợp trên các tuyến đường có khả năng các đoàn tàu (thường là tàu buôn) đi qua. Các tàu ngầm Đức sẽ phối hợp, đội hình căng ngang như một tấm lưới đánh cá, đảm bảo không một tàu nào của đối phương có thể vượt qua. Tàu ngầm Đức thống nhất lệnh từ một bộ phận chỉ huy, họ thường tấn công khi số tàu đối phương đủ nhiều, nếu chỉ có vài tàu nhỏ đơn độc, họ sẽ bỏ qua mục tiêu mà không tấn công. Ngoại lệ, một số trường hợp, chỉ huy của một tàu ngầm có thể tấn công vào tàu đơn độc đó của đối phương. Lực lượng Hải quân Hoàng gia phát hiện ra, bất cứ vị trí nào trên đại dương có tàu ngầm Đức tập trung đến càng nhiều, đồng nghĩa chiến thuật bầy sói đang triển khai.

## Danh sách tấn công
Bài chi tiết: Danh sách tấn công chiến thuật bầy sói của hải quân Đức Quốc xã
- Hoạt động Hartmann, diễn ra vào tháng 10 năm 1939, được xem là cuộc tấn công đầu tiên của hải quân Đức Quốc xã bằng chiến thuật bầy sói. Anh mất 3 tàu vận tải.
- Cuộc tấn công Đoàn SC-7 của Anh từ ngày 16 đến ngày 19 tháng 10 năm 1940, được xem là cuộc tấn công bầy sói gây thiệt hại nhất, 20 tàu vận tải với tải trọng gần 80.000 tấn của Anh bị 7 tàu ngầm Đức đánh chìm.

## Sử dụng bởi hải quân khác

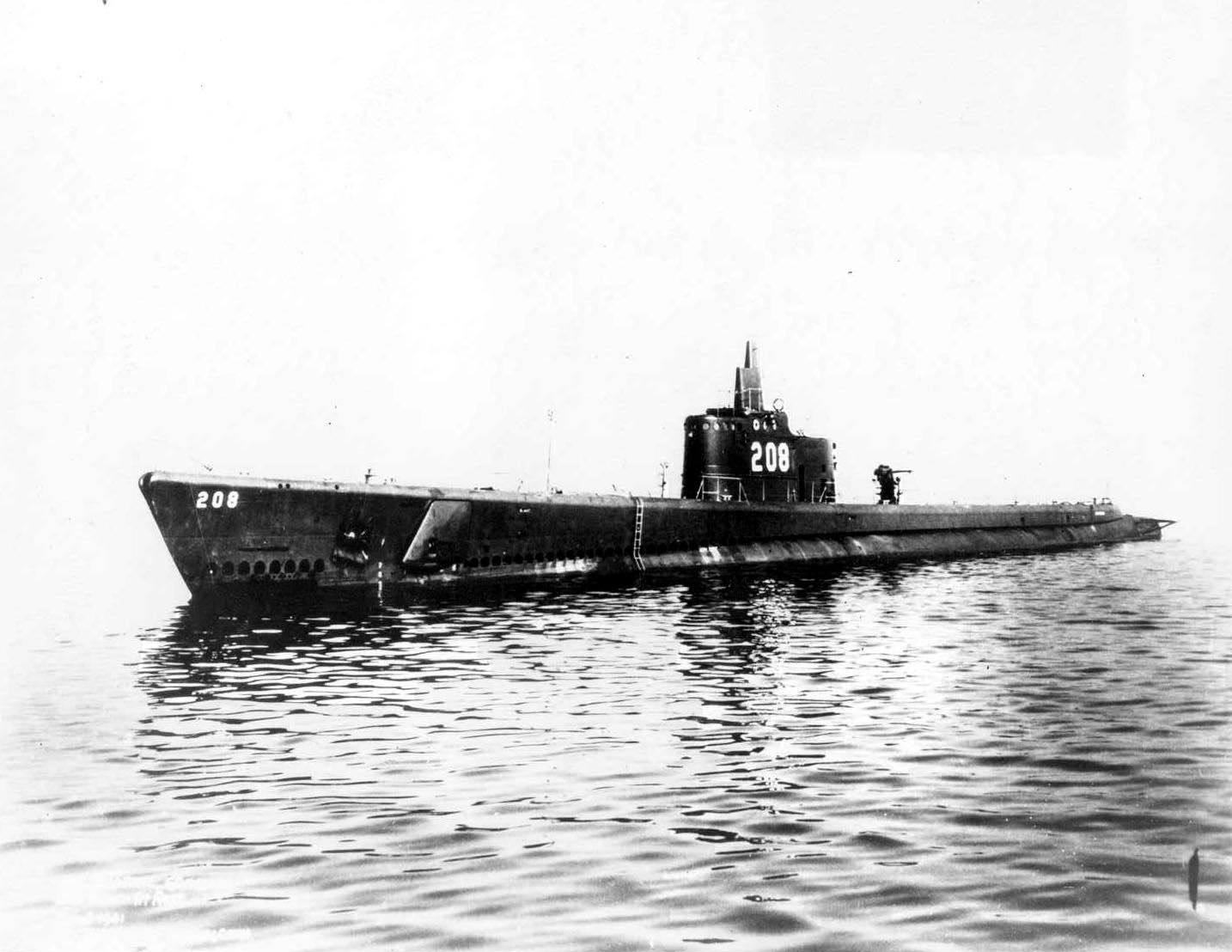
USS Grayback

Chiến thuật bầy sói cũng được sử dụng bởi hải quân Mỹ trong chiến tranh Thái Bình Dương, đã gây ra thiệt hại nặng nề cho hải quân và tàu vận tải của Nhật. Góp phần không chế các tuyến hàng hải đến Nhật, làm suy yếu khả năng chiến tranh của Nhật Bản.
Cuộc triển khai theo cách này của hải quân Mỹ được xem là đã diễn ra lần đầu vào ngày 1 tháng 10 năm 1943, từ Midway. Một đội 3 tàu ngầm gồm USS Cero (SS-225), USS Shad (SS-235) và USS Grayback (SS-208) do Trung tá Hải quân Charles Momsen chỉ huy, đã tổ chức đợt tấn công phối hợp đầu tiên trong biển Hoa Đông.
Chiến thuật này cũng được sử dụng bởi hải quân Nhật vào năm 1945, trong các đội tàu nhỏ được huấn luyện chuyên tấn công tự sát, các đội tàu này sẽ đồng loạt tấn công theo một tuyến dài, chấp nhận hy sinh để ít nhất một số đó có thể đánh trúng tàu chiến Mỹ.

## Các biện pháp đối phó

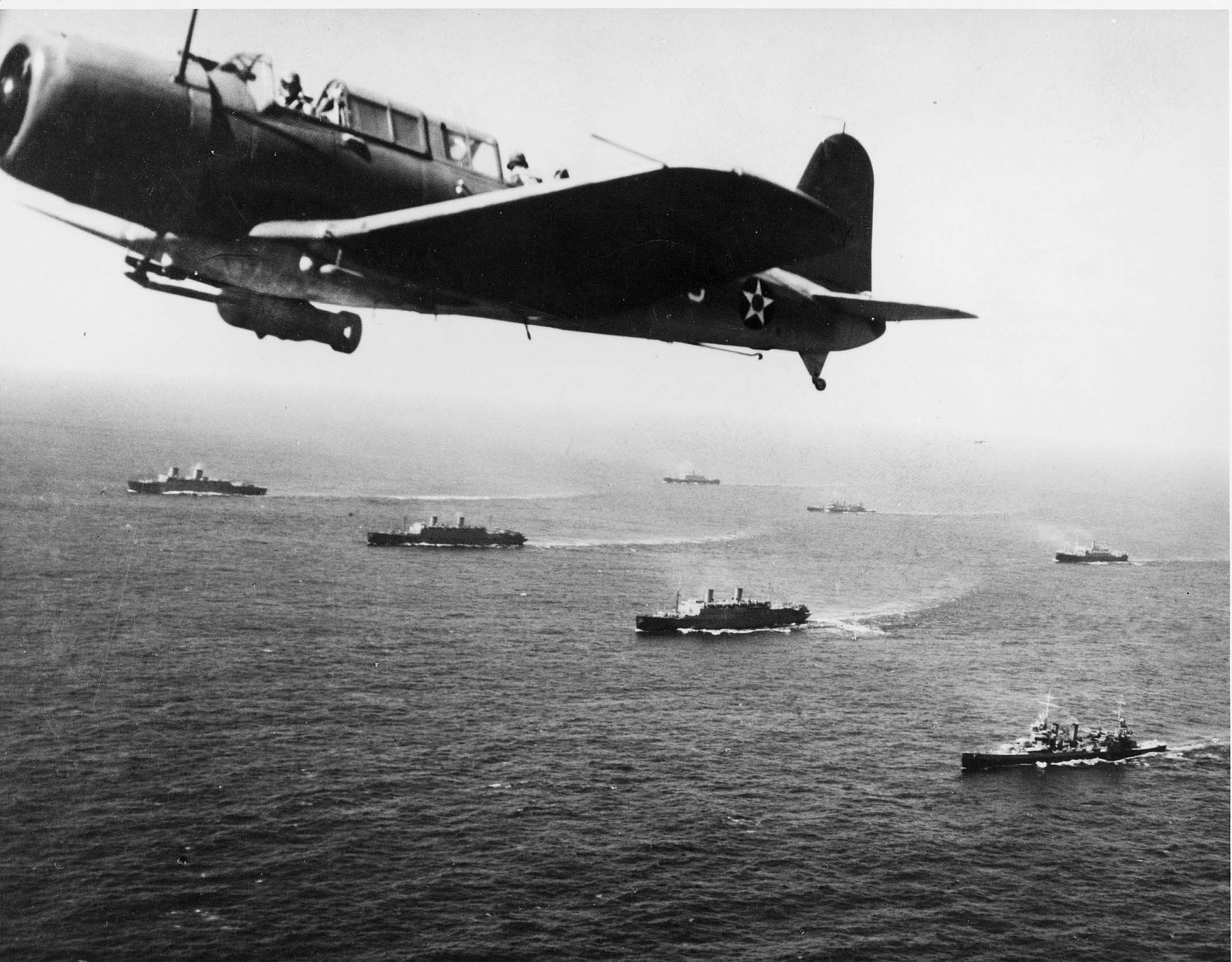
Đoàn tàu hộ tống và máy bay chống tàu ngầm, tháng 11 năm 1941

Mặc dù chiến thuật này đã chứng minh mối đe dọa nghiêm trọng đối với việc vận chuyển của Đồng Minh, Đồng minh đã phát triển các biện pháp đối phó chống lại. Đáng chú ý nhất là tàu ngầm Đức sử dụng thông tin vô tuyến mở rộng để phối hợp các cuộc tấn công. Điều này khiến họ dễ bị tổn thương với một thiết bị gọi là "High Frequency Direction Finder" (HF/DF hoặc "Huff-Duff"), cho phép các lực lượng hải quân của Đồng Minh xác định vị trí của các tàu ngầm Đức và tấn công chúng. Ngoài ra, máy bay chống tàu ngầm rải thủy lôi, radar dò tìm cũng được sử dụng. Trong Thế chiến II, 780 tàu ngầm Đức bị tiêu diệt.

## Sách
- CHINGGIS KHAN - The golden History of Mongols" translated by Urgune Onon, revised by Sue Bradbury (1993).
- E. B. Potter and Chester W. Nimitz, eds; Sea Power: A Naval History (Englewood Cliffs, N.J.: Prentice-Hall, 1960).